# Alfred Reynier
Alfred Reynier (1845-1932) fue un botánico francés.

## Algunas publicaciones
- alfred Reynier. 1919. L'Asplendium Seelosii Leybold dans les Pyrenées espagnoles
- ---------------------, j.-p. Delmas, émile Marnac. 1907. Aperçu sur la flore de la montagne Sainte-Victoire, près d'Aix-en-Provence. Ed. Impr. de Monnoyer
- ---------------------. 1905]. Annotations botaniques provençales. Polymorphie de l'"Alyssum maritimum" (Lam.)
- é. Marnac, alfred Reynier. 1910. Flore phanérogamique des Bouches-du-Rhône. Ed. Impr. de Monnoyer

## Honores
- Miembro de la Société Botanique de France

## Eponimia
- (Chenopodiaceae) Chenopodium reynieri Ludwig & Aellen[1]
- (Fagaceae) Quercus reynieri Albert[2]
- (Gentianaceae) Gentiana reynieri H.Lév.[3]
- (Fabaceae) Medicago reynieri Albert[4]
- (Rosaceae) Rosa reynieri Haller f.[5]
- (Scrophulariaceae) Pedicularis reynieri Bonati[6]